# Android Lollipop
Android 5 Lollipop (версии 5.0—5.1.1) - двенадцатая основная версия мобильной операционной системы Android, разработанная Google. Представлена публике 25 июня 2014 года и выпущена в виде бета-версии для некоторых моделей серии Google Nexus под названием Android L. Официальный выход состоялся 3 ноября 2014 года.  Исходный код релизной версии был предоставлен производителям 4 ноября 2014 года. Первым телефоном с Android Lollipop был Nexus 6.
Самые очевидные изменения в Android 5 включают новый пользовательский интерфейс, названный авторами Material Design, основными принципами которого являются тени, информация, показанная в оформлении, напоминающем о слоях бумаги, яркой, но в то же время с большей информативностью; усовершенствованные уведомления, которые теперь доступны с экрана блокировки и из любого приложения вверху экрана. Внутренние изменения основываются на полный переход ART, официально сменяющую Dalvik для повышения производительности и оптимизации, направленной на повышение энергоэффективности системы. Шрифт Roboto, который изначально был создан для Android 4.0, был переработан в пользу Material Design.
Android Lollipop получил крайне положительные отзывы и долгое время оставался самой популярной версией Android. Поддержка Сервисов Google Play на Android 5 была прекращена 15 июля 2024 года, и в тот же момент став исторической версией. Массовый выход приложений закончился в 2025, хотя доступных программ все еще достаточно, благодаря Android 4.4 и Material Design. На состояние февраля 2025 доля рынка Android 5 составляет 2%. Возможно это баг StatCounter.

## Разработка
Android L был впервые представлен 25 июня 2014 года на ключевом мероприятии конференции разработчиков Google I/O. Наравне с Android L были презентованы несколько Android-ориентированных платформ и технологий, в числе которых Android TV, бортовой компьютер Android Auto, платформа для носимых устройств Android Wear, и система слежения за здоровьем Google Fit. Эти ветки Android пока не имеют своих кодировок и названий версий.
Часть презентации была выделена для представления нового кросс-платформенного языка дизайна, названного «материальный дизайн». Расширяя мотив «карточек», ранее представленный в Google Now, это чистый дизайн с большим использованием симметричного грид-дизайна, отзывчивых анимаций и переходов, эффектов объёма и прозрачности, таких как свет и тени. Дизайнер Matías Duarte пояснил, что «в отличие от реальной бумаги, наши цифровые материалы расширяются и меняются грамотно. Материал имеет физические качества и края. Швы и тени помогают понять, что можно потрогать». Материальный язык дизайна будет использоваться не только на Android, но и во всех интерфейсах Google, интернет-сервисах и ПО, а также обеспечит согласованную работу между приложениями и платформами.
15 октября Google официально подтвердили название Android L — Lollipop.

## Возможности и нововведения

### Уведомления
- Новые способы управления уведомлениями: вы можете установить время, когда вам будут приходить уведомления от определённых пользователей или приложений.
- Просмотр и ответ на сообщение непосредственно с экрана блокировки. Включает в себя возможность скрывать конфиденциальную информацию для этих уведомлений.
- Возможность включения режима приоритета с помощью кнопки громкости вашего устройства — так вы будете, прежде всего, видеть сообщения и уведомления только от желаемых пользователей.
- С Android 5.0 Lollipop входящие телефонные звонки не будут прерывать вашу работу. Вы можете выбрать два варианта развития событий: ответ на вызов или продолжение потребления контента.
- Управление уведомлениями запускаемых приложений: скрытие секретного содержания, приоритетность и полное отключение уведомлений приложений.
- Более интеллектуальное ранжирование уведомлений, основанных на том, от кого они, из какого приложения и типа связи.
- Просмотр всех уведомлений в одном месте нажатием на верхнюю часть экрана.

### Аккумулятор
- Мощность в долгосрочном плане.
- Повышение срока службы аккумулятора на более чем 90 минут (распространяется на все устройства на базе Android 5.0 Lollipop).
- Расчетное время до окончания заряда батареи во время процесса зарядки.
- Подробная статистика использования ресурсов приложениями Google и сторонними сервисами.

### Безопасность
- Шифрование пользовательских данных — пользователь может включить шифрование для защиты своих данных в случае потери или кражи устройства.
- SELinux — защита от уязвимостей и вредоносных программ.

### Совместное использование
- Более гибкий обмен информацией с друзьями и семьей.
- Поддержка нескольких учётных записей для смартфонов. Если же вы забыли свой смартфон, то вы все ещё можете позвонить любому из ваших друзей просто войдя в другой аккаунт Android. Также идеально подходит для семей, которые хотят поделиться смартфоном, но не материалами, находящимися в нём.
- Гостевой режим для смартфонов и планшетов.
- Специальный контактный экран, чтобы другой пользователь мог получить доступ только к чему-то определённому, а не всем приложениям, фотографиям, видео и музыке.

### Новые быстрые настройки
- Получение доступа к наиболее часто используемым настройкам с помощью двух касаний вниз от верхней части экрана.
- Новые удобные клавиши для включения таких функций, как фонарик, точки доступа, поворот экрана и Screen Cast.
- Более удобные переключатели Wi-Fi и Bluetooth и их расположение.
- Ручная настройка яркости для определённых условий. Адаптивная яркость будет работать в зависимости от условий освещения.
- Все нововведения указаны в инструкции к устройству[16].

### Связь
- Улучшенное подключение к интернету везде и более мощные возможности Bluetooth наряду с ещё более низким энергопотреблением.
- Улучшенные сетевые передачи.
- Улучшенная логика выбора сети — устройство будет подключаться только при наличии интернета или точки доступа Wi-Fi.
- Энергоэффективное сканирование находящихся неподалеку Bluetooth-устройств.
- Новый периферический режим BLE (Bluetooth Low Energy).

### Среда выполнения и производительность
- Быстрая, гладкая и более мощная вычислительная работа.
- ART — новая среда выполнения Android, повышает производительность приложений и отзывчивость работы.
- Гладкий пользовательский интерфейс для сложных, визуально богатых приложений.
- Чистый язык Java — 64-разрядные приложения будут адаптироваться и работать автоматически.

### Медиа
- Более серьёзная графика, улучшенные аудиосистема, видео и возможности камеры
- Низкая задержка аудиовхода.
- Многоканальное смешивание аудиопотока — с профессиональными аудиоприложениями вы сможете смешивать до восьми каналов, в том числе 5.1 и 7.1.
- USB-поддержка аудио — подключайте USB-микрофоны, динамики и несметное число других USB-аудиоустройств, таких как усилители или внешние акустические системы.
- Ряд новых профессиональных функций фотосъемки для Android 5.0 Lollipop.
- Снятие полнокадровых фотографий со скоростью около 30 кадров в секунду.
- Поддержка форматов YUV и Bayer RAW.
- Поддержка метаданных: моделей шума и оптической информации.

### Android TV
- Поддержка «устройств для гостиной».
- Пользовательский интерфейс адаптирован для быстрого доступа к видеоконтенту.
- Персональные рекомендации по содержанию фильмов и телевизионных шоу.
- Голосовой поиск для YouTube, Google Play и поддерживаемых приложений.
- Поддержка Android-играми геймпадов для телевизоров.
- Контент со смартфонов и планшетов можно транслировать на телевизор по воздуху.

### Специальные возможности
- Улучшенный режим для людей с плохим зрением.
- Повышение контраста текстовой информации или инвертирование цветов для улучшения разборчивости.
- Регулировка дисплея для улучшения цветовой дифференциации.

### Быстрая настройка устройства
- Включение и полноценная работа за несколько секунд.
- Мгновенная настройка вашего Android-смартфона или Android-планшета с помощью NFC.
- Автоматическая синхронизация ваших приложений Google Play с новым смартфоном или планшетом на базе Android 5.0 Lollipop.

## Изменения

### 5.0
- Новое пасхальное яйцо (маленький робот Android, который подпрыгивает при нажатии и всё время летит в сторону; задача — не коснуться леденцов, расставленных на пути; по сути — это аналог Flappy Bird).
- «Material Design» — новая составляющая пользовательского интерфейса, которая основана на простоте, яркости, понятности и функциональности.
- Появился Project Volta, благодаря которому операционная система обращается к процессору не одиночными запросами, а пакетами данных, тем самым экономя заряд, в результате чего Nexus 5 может работать на 1,5 часа дольше.
- Уведомления на экране блокировки. Чтобы открыть одно из уведомлений, нужно два раза нажать по нему
- Теперь вместо компилятора Dalvik используется компилятор ART.
- Ambient display — функция, при которой при взятии Nexus 6 или Nexus 9 в руки сразу включается дисплей, показывающий важные уведомления.
- Smart lock.
- В меню быстрых настроек добавлен фонарик.
- Переработан режим авторегулировки яркости экрана.
- В меню «О телефоне» в настройках появилась возможность оставить отзыв об устройстве. (Только для Nexus.)
- Появилась возможность запуска камеры и «звонилки» с экрана блокировки.
- Полноценный менеджер пользователей.
- Можно настраивать оповещения приложений, отключая их, если даже такой опции нет в самой программе.
- Новый интерфейс смены запущенных приложений.

### 5.0.1
- Исправлены ошибки

### 5.0.2
- Исправлены ошибки

### 5.1
- Исправлены ошибки.
- Улучшена стабильность системы.
- Улучшена шторка, интуитивный интерфейс для быстрого выбора сети Wi-Fi и Bluetooth.
- Поддержка работы с двумя SIM-картами (ранее производителям приходилось реализовывать эту функцию собственными силами), для каждой SIM-карты можно будет создавать свой профиль с определенным цветом, в который будет окрашиваться цвет стандартной "звонилки" для быстрого распознавания используемой SIM-карты.
- Поддержка HD Voice (при условии, что технология поддерживается оператором и «железом» смартфона).
- Новая система защиты смартфона и системы Device Protection (Device Protection блокирует смартфон или планшет в случае кражи или потери, делая его фактически бесполезным до тех пор, пока настоящий владелец не пройдет верификацию Google-аккаунта и не снимет программную блокировку). Сейчас сервис называется Найти устройство.
- Новый жест для "вежливых уведомлений", смахнув уведомление вверх останется напоминание о пропущенном событии.

### 5.1.1
- Исправлена ошибка с "утечкой" памяти.
- Добавлен встроенный сервис VPN от Google для большей безопасности при подключении к открытым сетям Wi-Fi (только для Nexus).

## Выпуск
Версия Android L для разработчиков была выпущена 26 июня 2014 года как заводской .img-файл для прошивки в режиме fastboot. Финальная версия Android Lollipop с индексом 5.0 была выпущена 15 октября 2014 года. Полный исходный код Android 5.0 был отправлен в AOSP 3 ноября 2014 года, что позволило разработчикам и OEM-производителям начать выпуск собственных сборок операционной системы. 2 декабря 2014 года заводские образы для смартфонов и планшетов Nexus были обновлены до версии 5.0.1, которая содержит несколько исправлений ошибок, и серьезную ошибку, которая затронула устройства Nexus 4 и не позволяла работать звуку во время телефонных звонков. Специальная версия Lollipop 5.0.2 (LRX22G) была выпущена для первого поколения Nexus 7 19 декабря 2014 года.
Android 5.1, обновленная версия Lollipop, была представлена в феврале 2015 года в рамках индонезийского запуска Android One и предустановлена на устройствах Android One, продаваемых в Индонезии и на Филиппинах. Google официально анонсировала 5.1, выпустив обновления для существующих устройств 9 марта 2015 года. В 2015 году Amazon.com разделил Lollipop, чтобы выпустить Fire OS 5 «Bellini» для устройств Amazon Fire HD-серии.